# Edith-Jane Bahr
Pour les articles homonymes, voir Bahr.
Edith-Jane Bahr, née le 14 juin 1926 au New Jersey, est un auteur américaine de roman policier.

## Biographie
Elle fait ses études supérieures à l’Université du Maryland et obtient un diplôme qui lui permet d’amorcer une carrière d’enseignante en anglais et en histoire dans des établissements de niveau secondaire. En raison de son intérêt pour les enfants ayant des troubles d’apprentissage et des déficiences intellectuelles, elle s’oriente vers ce milieu et devient finalement responsable d’un foyer pour enfants abandonnés ou négligés à Berkeley Heights. 
En marge de ses activités professionnelles, elle publie de nombreux articles et nouvelles dans des magazines féminins, dont Good Housekeeping. En 1969, elle donne un recueil de récits autobiographiques humoristiques intitulé Everybody Wins, Nobody Loses.
Elle a également publié deux romans policiers appartenant au genre du thriller : A Nice Neighborhood (1974) et L'Étau (1975).

## Œuvre

### Romans
- A Nice Neighborhood (1974)
- Help, Please (1975) Publié en français sous le titre L’Étau, Paris, Librairie des Champs-Élysées, Le Masque no 1497, 1977 ; réédition, Paris, Librairie des Champs-Élysées, Le Club des Masques no 493, 1982

### Recueil de nouvelles
- Everybody Wins, Nobody Loses: Advice from a Mother Who Survive (1969)

## Référence
- Jacques Baudou et Jean-Jacques Schleret, Le Vrai Visage du Masque, vol. 1, Paris, Futuropolis, 1984, 476 p. (OCLC 311506692), p. 43-44.